# Lasso

Lasso

Das Lasso ist eine Seilschlinge zum Einfangen von Tieren, die üblicherweise von Hirten verwendet wird. Es ist ein langes, mehr oder weniger steifes Leder- oder Hanfseil mit einer sich selbst zuziehenden Schlinge am Ende, die den Tieren entweder über den Hals, die Hörner oder über ein oder mehrere Beine geworfen wird. Das Tier wird so entweder fixiert oder zu Boden geworfen; bei Würfen vom Pferd aus wird das Lasso in Nordamerika meist am Sattelhorn befestigt (Roping Saddle) oder an einem Ring hinten am Sattel (Recado) in Südamerika.
Die Öse am Ende des Seils, welche das Bilden einer Wurfschlinge und deren Zuziehen ermöglicht, kann geknotet oder eingeflochten sein, aber auch aus Ledergeflecht, Metall, Horn oder Kunststoff sein. Im amerikanischen Sprachraum ist dafür die Bezeichnung honda gebräuchlich; die Schlinge selbst wird als loop, das lange Ende des Seils als spoke bezeichnet.

## Bezeichnung
Das deutsche Wort Lasso ist seit dem 18. Jahrhundert belegt, als es durch Reiseberichte bekannt wurde. Dabei wurde einfach das englische Wort lasso übernommen, welches seinerseits auf das spanische lazo (Schnur, Schlinge) zurückgeht.
In den USA existiert neben dem selten gebrauchten Wort lasso auch die Bezeichnung lariat, eine Verballhornung des spanischen la riata (die Schlinge, das Seil). Meist wird ein Wurfseil aber schlicht und einfach rope (Seil, Schnur) genannt.

## Geschichte

Cowboy mit Lasso in der Prärie 1884 (aus einem zeitgenössischen amerikanischen Buch)

Zu seinem Zweck als Rinder- oder Pferde-Fanggerät – meist für Reiter – wurde das Lasso erstmals in Europa und Asien verwendet. Die Spanier brachten es vermutlich nach Amerika. Heute wird es vor allem von Rinderhirten in den USA und in Südamerika benutzt, vor allem wenn keine anderen Fanganlagen vorhanden sind oder errichtet werden können, wie z. B. eine Fanggasse oder ein Gatter.
Das Lasso ist ein häufig verwendetes Requisit in Westernfilmen. Es wurde früher auch teilweise als Waffe verwendet (siehe Gladiatoren).
Lasso war die Hauptwaffe der Sagartier.

## Zentralasien

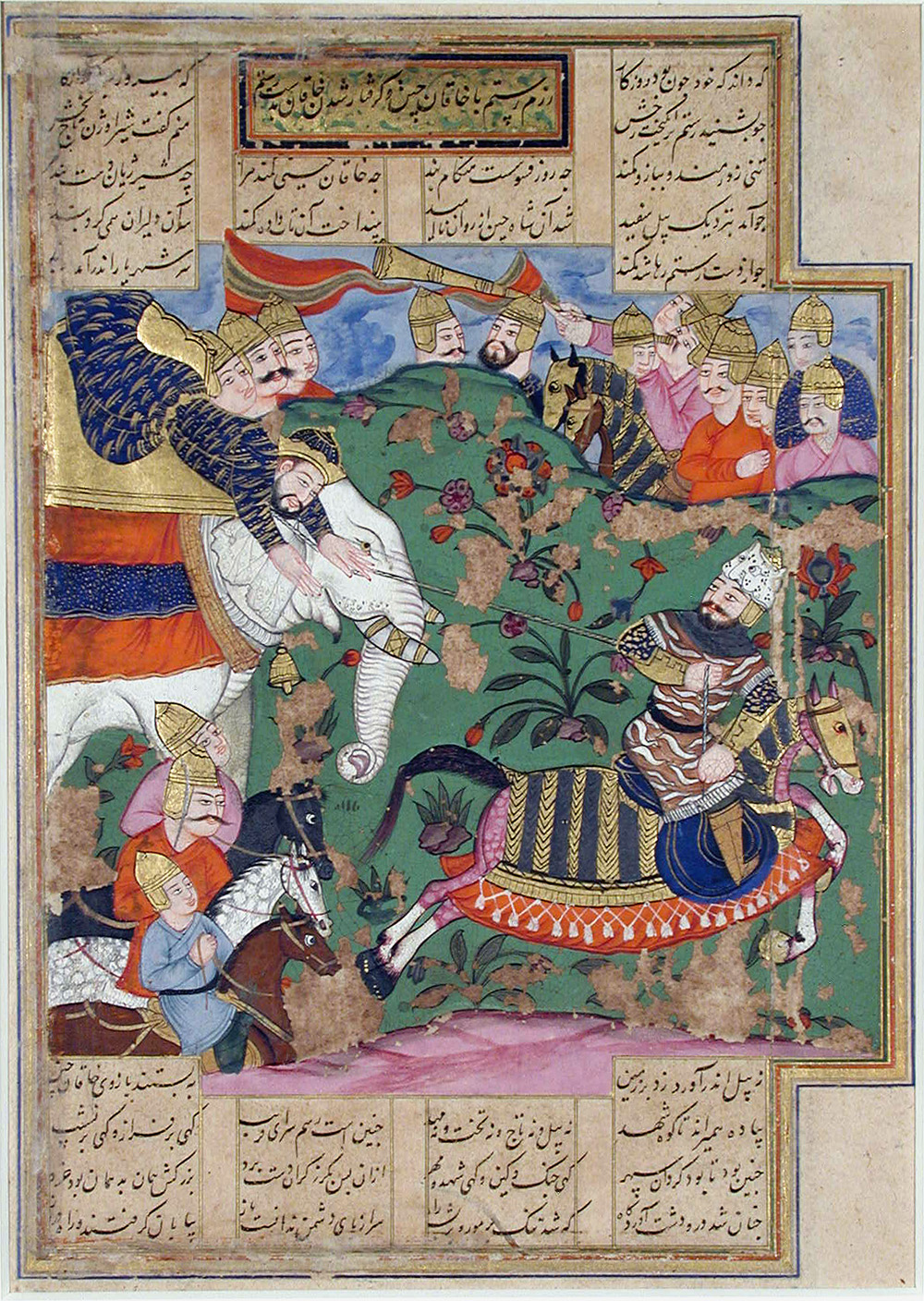
Rostam (rechts) und der Chaqan Chinas (Turkestans?), persische Miniaturmalerei, Schāhnāme

Die Nomadenvölker Zentralasiens verwenden ein ähnliches Gerät zum Einfangen ihrer Weidetiere. Dort wird eine Seilschlaufe am Ende einer langen hölzernen Stange befestigt. Der Reiter schwenkt die Schlinge dem verfolgten Tier – auch in vollem Galopp – über den Kopf und zieht anschließend an der Stange bzw. dreht sie mehrmals, um die Schlinge zu schließen. In der Mongolei heißt dieses Werkzeug Uurga (Уурга) und gilt bis heute als ein nationales Symbol des Nomadentums.

## Nordskandinavien
Für die Rentiere züchtenden Sami im Norden von Norwegen, Schweden und der russischen Kola-Halbinsel (Sápmi) ist das Lasso (in der Sprache der Samen suopunki genannt) noch heute unverzichtbares Arbeitsmittel zum Fangen und Fixieren einzelner Tiere beim Auftrieb der Herden. Es wird ein speziell für dieses Zweck gefertigtes Kunststoffseil mit Kunststoffummantelung verwendet, was für unterschiedliche Außentemperaturen erhältlich ist (große Kälte kann ein einfaches Seil schädigen oder sehr unhandlich machen). Die Honda hat die Form einer „8“, war traditionell aus Rentierknochen geschnitzt und ist heute meist aus Kunststoff.

## Herstellung

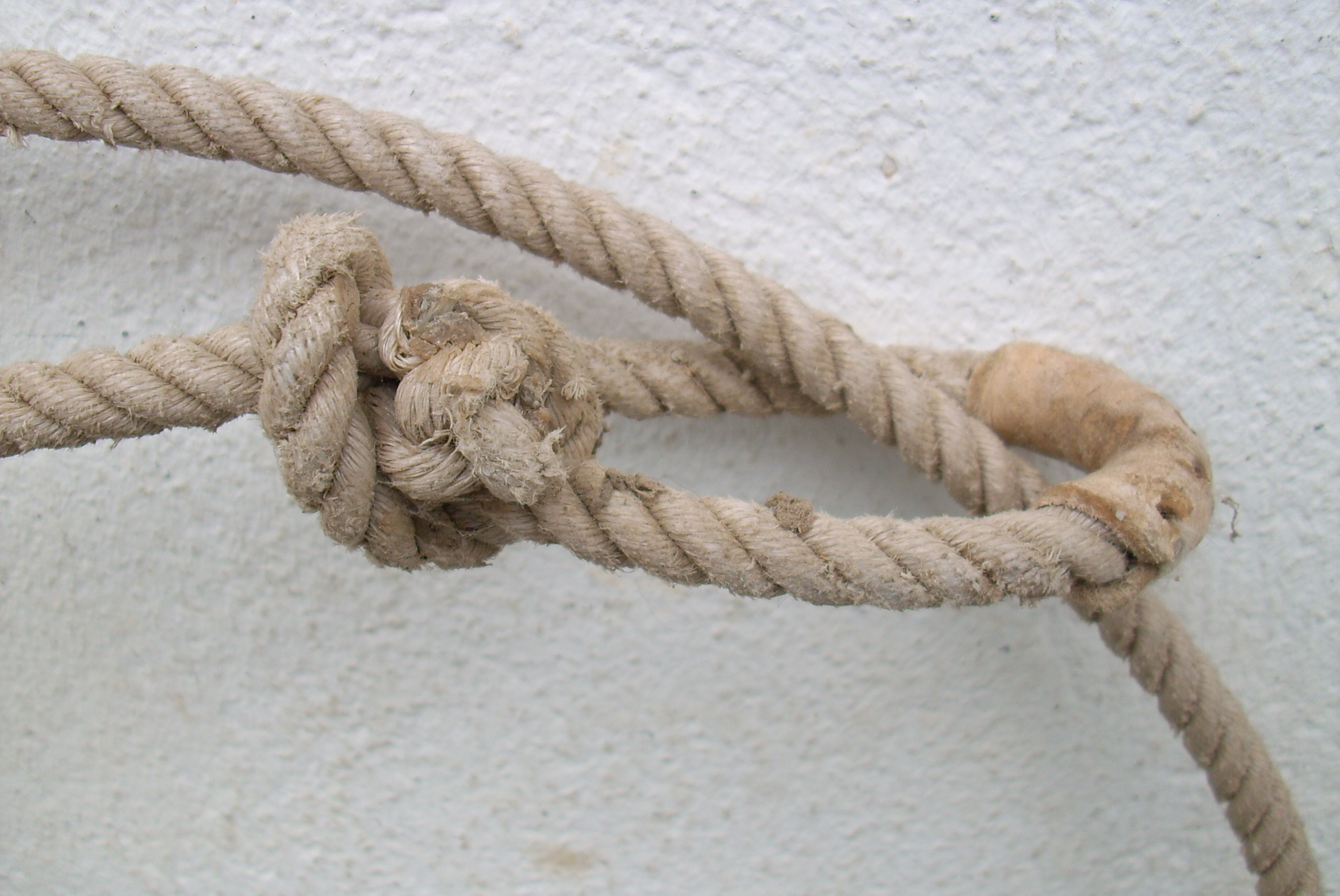
Knoten an Hanf-Lasso

Das Lasso der Cowboys und Vaqueros ist aus Rohleder von Rindern, Pferden oder Büffeln (Bisons). Dazu werden die Tierhäute erst von Fleischresten befreit (indem man sie beispielsweise neben einen Ameisenhaufen legt) und dann von außen nach innen spiralig in lange, fünf Millimeter breite Streifen schneidet. Diese Streifen werden an einem Pflock festgeknotet und zwischen zwei Rundhölzern durchgezogen und gewalkt. Dadurch wird das Leder weich und die Haare werden entfernt. Die Streifen werden mit kaltem Wasser angefeuchtet und aus vier bis acht Streifen zu Seilen geflochten. Das Rohleder wird zur Pflege mit roher Leber oder Hirnmasse eingerieben, damit es geschmeidig und haltbar bleibt. An einem Ende wird ein Auge gespleißt oder ein Lassoknoten geknüpft bzw. ein Ring o. ä. eingeknüpft. Der traditionelle Rope-Flechter heißt Reatero; allerdings sind Gebrauchslassos heute Massenfabrikate, deren Preis in einem Bereich von ungefähr 20 US$ bis 100 US$ liegt, bei Leder-Reatas auch in Bereiche von 200 bis 400 US$ gehen kann.
Ein Lasso ist von ca. drei bis 20 Meter und mehr lang und ca. acht bis zwölf Millimeter dick. Je nach verwendetem Material beträgt die Reißfestigkeit bis zu 1000 kg. Ursprünglich aus Nandu-Sehnen oder stabilen Pflanzenfasern (Sisal) gefertigt, wurden später als Materialien vor allem Leder und seit Ende des 19. Jahrhunderts auch Hanf eingesetzt. Für gedrehte und mehr oder weniger steife Seile sind inzwischen auch Kunstfaser- und gewachste Baumwollseile üblich. Hanfseile sind wesentlich günstiger als Lederseile, jedoch verschleißen sie schneller. Heute sind Poly-Cotton- oder Poly-Seile üblich, die traditionellen Lederseile sind recht teuer und selten geworden. Für die verschiedenen Zwecke (u. a. Lasso-Tricks; Kälberfangen; Pferdefangen oder -zähmen usw.), ja sogar für die verschiedenen Tiergattungen (Kalb; Bulle; Pferd …) werden verschiedene Steifegrade, Dicken und Längen eingesetzt. Pferdefang erfordert z. B. eher lange und weiche Lassos; Tricks kurze und härtere Seile usw.

## Wurftechnik

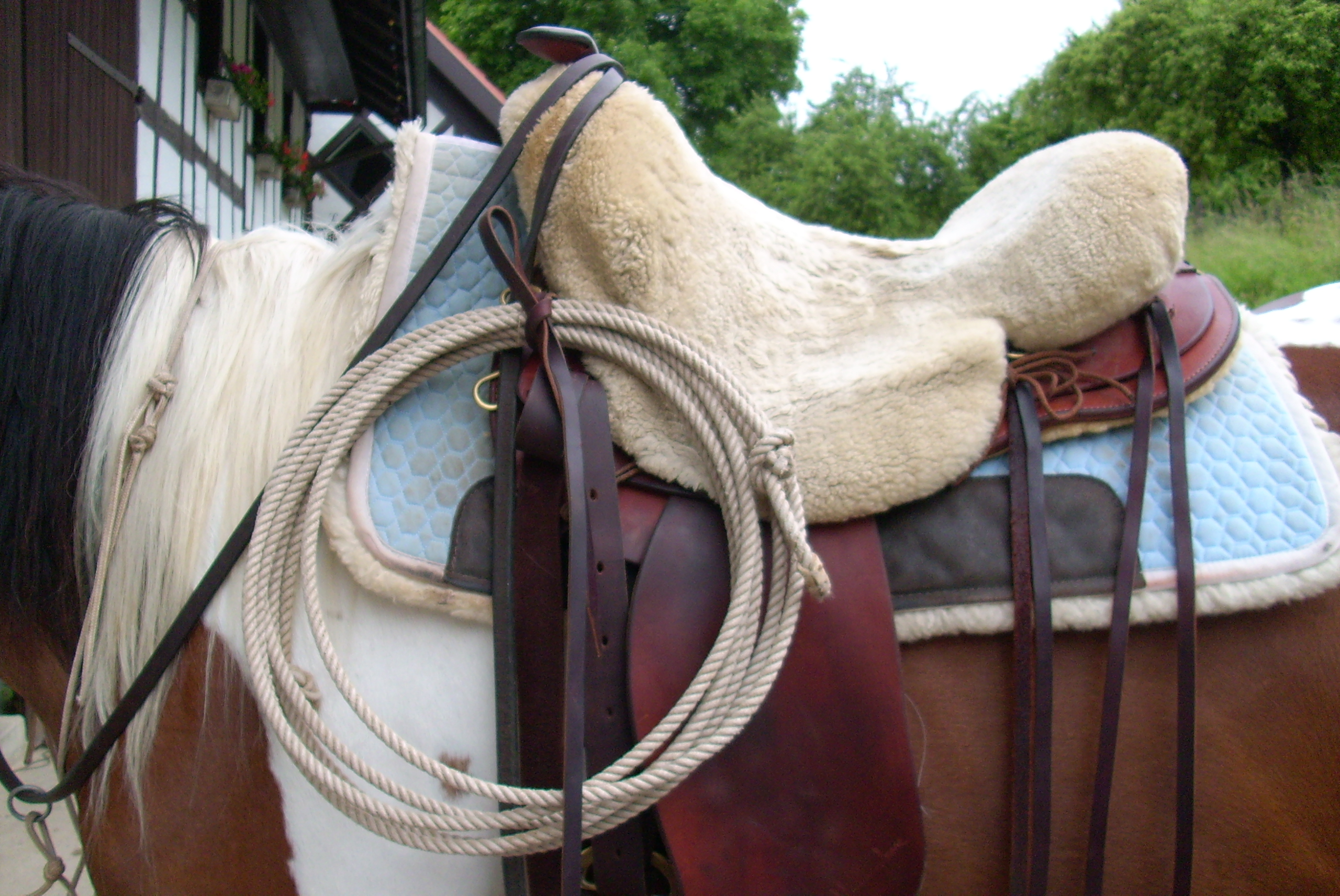
Lasso am Sattel

Das Lasso wird am Sattel etwas unterhalb des Sattelhorns befestigt bzw. in der freien Hand gehalten und nach dem Wurf schnell um das Sattelhorn gewunden (dally roping). Zum Werfen wird die Schlinge auf etwa 1,5 m Durchmesser (eine Armspanne) oder mehr geöffnet. Vor allem in Südamerika sind auch sehr große Schlingen bis zu vier Meter üblich. Mit der Wurfhand wird – etwa ein Drittel des Schlingenumfangs neben der Honda – gleichzeitig die Schlinge und das Seil gefasst, damit die Schlinge beim Schwingen geöffnet bleibt. Die andere leicht geöffnete Hand hält die Seilringe. Die Lassoschlinge wird aus dem Handgelenk mehrmals über dem Kopf kreisend geschwungen und dann geworfen, wobei zu langes Schwingen den Wurfarm ermüdet. Die Schlinge wird dem Tier über Hals, Gehörn oder die Vorderfüße (forefooting) bzw. Hinterbeine (heeling) geworfen, dann wird das Ende des Lassos um das Sattelhorn gewickelt und mit einer Drehung oder einem harten Stopp des eigenen Pferdes das gefangene Tier umgerissen. Das schnelle Wickeln des freien Endes um das Sattelhorn und das gefühlvolle „Bremsen“ des Seils durch ein Gleitenlassen um das Horn heißt Dally-roping, was aus dem Spanischen Begriff dar la vuelta abgeleitet wurde – die Drehung machen. Die Cowboys verbrachten einen großen Teil ihrer Freizeit mit Wurfübungen. In der Praxis werden etwa 30 verschiedene Wurftechniken beschrieben, je nach Standort des Werfers zu dem des Tieres und ob die Schlinge über Vorder- oder Hinterfüße, über den Kopf oder über die Hörner geworfen wird. Im Arbeitsalltag kommen nur einige öfter zur Anwendung, die eigene Namen tragen (z. B. der Houlihan-Wurf). 

## Als Sport und Kunst

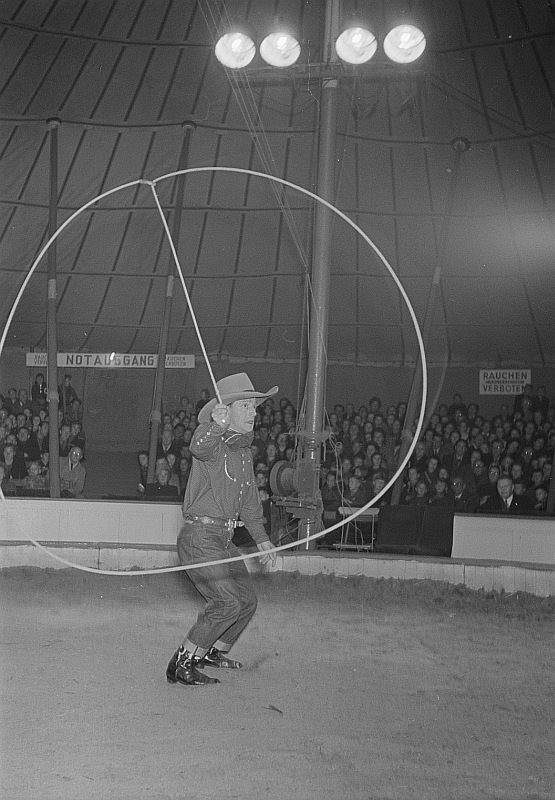
Zirkusdarbietung eines Lassokünstlers

Im Rodeo-Sport gibt es die Disziplinen break away calf roping (Kälberfangen) und wild horse race (Wildpferde fangen). Spezielle Roping-Wettbewerbe werden in USA ausgetragen. Weltmeister ist Terry McCutcheon. Im Zirkus und auf Pferdeschauen treten Lasso-Akrobaten auf; der berühmte Pferdeflüsterer Buck Brannaman begann seine Karriere als jugendlicher Lasso-Artist. Auch in Europa wird Lassowerfen als Zeitvertreib und Ergänzung zum Westernreiten praktiziert, was zu eigenen Clubs und sogar Meisterschaften geführt hat. Ranch-Roping wird gerne als praxisnahe Anwendung dieser Fertigkeit geübt.

### Trick-Lasso
Zweck des Trick-Lassos ist es, akrobatische Kunststücke vorzuführen. Durch geschicktes Drehen hält der Akrobat die Schlaufe (Loop) dank Zentrifugalkraft offen, wobei zwischen waagerechten und senkrechten Loops unterschieden wird. Ein bekannter senkrechter Loop ist Texas Skip: Hierbei springt der Lasso-Akrobat scheinbar durch den Loop; in Wirklichkeit zieht er den Loop von einer Seite auf die andere und springt im richtigen Moment hoch, um das Seil unter seinen Füßen durchzulassen. Ein sehr bekannter Trick-Lasso-Akrobat war Will Rogers.

Das Seil für Trick-Lasso unterscheidet sich von dem Wurf-Lasso: es ist geflochten und weich, meist aus Baumwolle und ungefähr 1 cm dick. Je nach Trick verwendet man unterschiedliche Längen, gebräuchlich sind 15 Fuß (4,5 m), 20 Fuß (6 m) und 24 Fuß (7,3 m). Die Öse bei den kürzeren Seilen wird mit Wildleder umschlungen, bei dem längeren mit einer Metallöse verstärkt. Das Wildleder verhindert, dass sich die Schlinge zuzieht, das Metall erleichtert das Vergrößern und Verkleinern der Schlinge. Außerdem hat Carey Bunks nachgewiesen, dass für eine stabile waagrechte Loop das Gewicht der Honda gleich sein muss dem Gewicht der Spoke, also dem Teil des Lassos von der Hand des Akrobaten zur Loop. 

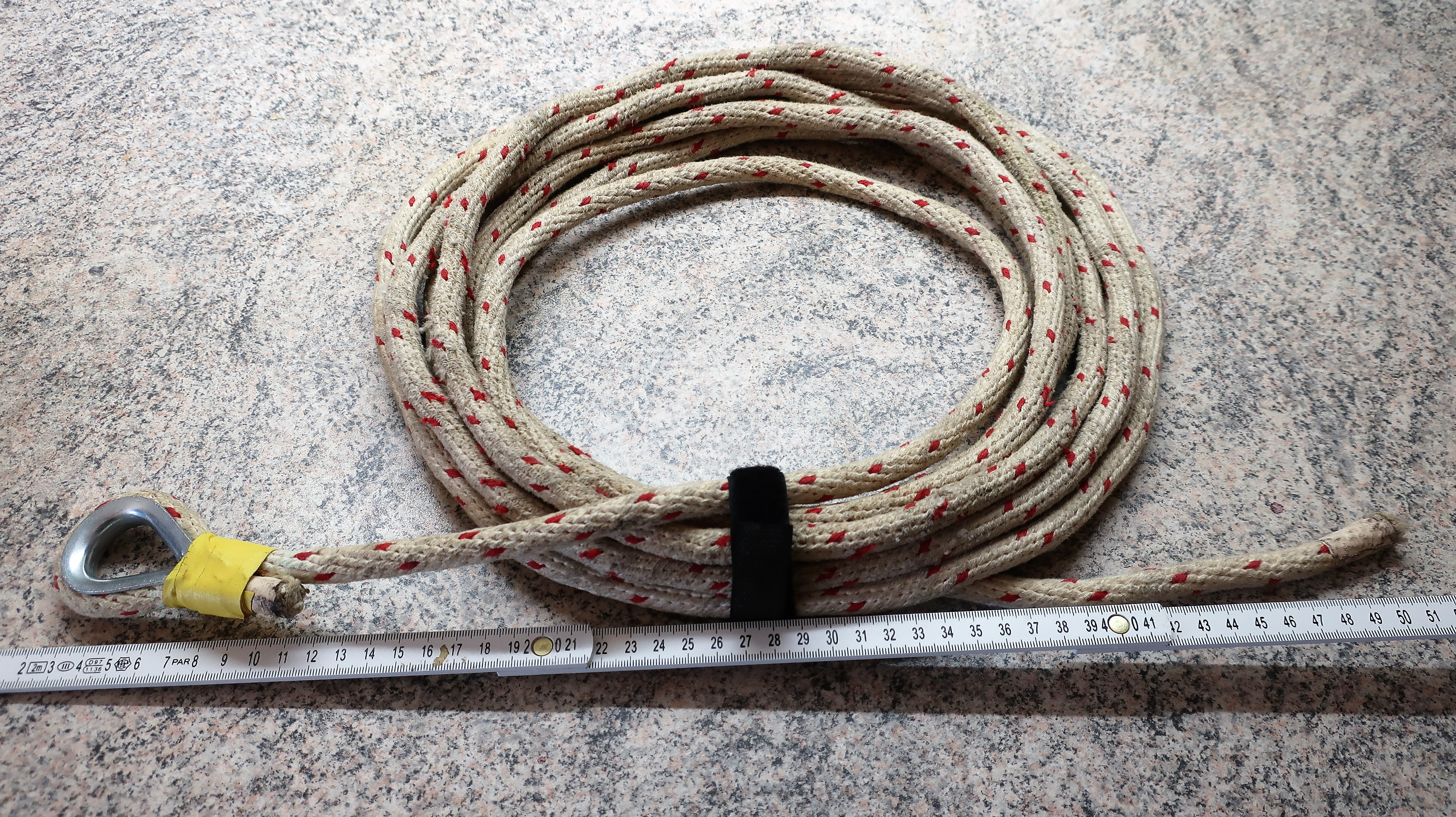
Langes Trick-Lasso mit Metallöse